# Куэвас-де-ла-Аранья
Куэвас-де-ла-Аранья (исп. Cuevas de la Araña (en Bicorp), букв. «Паучьи пещеры (в Бикорпе)») — пещеры позднего палеолита (эпипалеолита) вдоль берегов реки Эскалона, муниципалитет Бикорп в провинции Валенсия на востоке Испании.
Находки в одной из пещер датируются 6 тыс. до н. э. В ней найдены изображения охоты на дикую козу с использованием луков и стрел, а также сцена, изображающая человека, добывающего дикий мёд. Пещеры обнаружил в 1920 году местный учитель географии Хайме Поч-и-Гари; доисторические рисунки впервые опубликовал в 1924 году в своей работе палеонтолог Эдуардо Эрнандес-Пачеко.